# (1036) Ганимед
(1036) Ганимед (др.-греч. Γανυμήδης) — крупнейший околоземный астероид из группы Амура (III), который принадлежит к тёмному спектральному классу S. Он был открыт 23 октября 1924 года немецким астрономом Вальтером Бааде в Гамбургской обсерватории и назван в честь Ганимеда, древнегреческого юноши, похищенного Зевсом.
- Орбита астероида Ганимед и его положение в Солнечной системе

Благодаря большим размерам и регулярным сближениям с Землёй орбиту Ганимеда удалось установить с высокой степенью точности и рассчитать параметры последующих сближений. Наиболее тесное из них произойдёт 13 октября 2024 года, когда Ганимед пройдёт на расстоянии 55,9641 млн км (0,374097 а. е.) от Земли, при этом его видимая звёздная величина может достигать значения 8,1m. Он также регулярно пересекает орбиту Марса и 16 декабря 2176 года должен будет пройти на расстоянии всего 4,290 млн км (0,02868 а. е.) от этой планеты.

## История наблюдений
Поскольку астероид был открыт ещё в начале XX века он имеет богатую историю астрономических наблюдений. Его абсолютная звёздная величина была определена ещё в 1931 году и равнялась 9,24m, что совсем немного отличалось от результатов современных наблюдений (9,45m). Астероид принадлежит к светлому классу S, а значит содержит в своём составе большое количество силикатов железа и магния, а также различные ортопироксены.
Проведённые в 1998 году радиолокационные наблюдения Ганимеда с помощью радиотелескопа Аресибо позволили получить изображения астероида, на основании которых можно говорить о сферической форме этого тела. Примерно в это же время проводились наблюдения с целью получения кривых блеска и поляризационных кривых астероида, но вследствие плохой погоды, эти исследования не удалось провести в полном объёме. Тем не менее, полученные данные позволили сделать вывод о наличии слабой корреляции между этими кривыми в зависимости от угла поворота астероида. Поскольку степень поляризации зависит от неровностей поверхности и состава грунта, то это свидетельствует об относительной однородности поверхности астероида, как по рельефу, так и по составу пород. Более поздние наблюдения кривых блеска, проведённые в 2007 году, позволили определить период вращения астероида вокруг своей оси, который равняется 10,314 ± 0,004 часов.
Покрытие звёзд астероидом наблюдалось в Калифорнии 22 августа 1985 года.